# West Linn

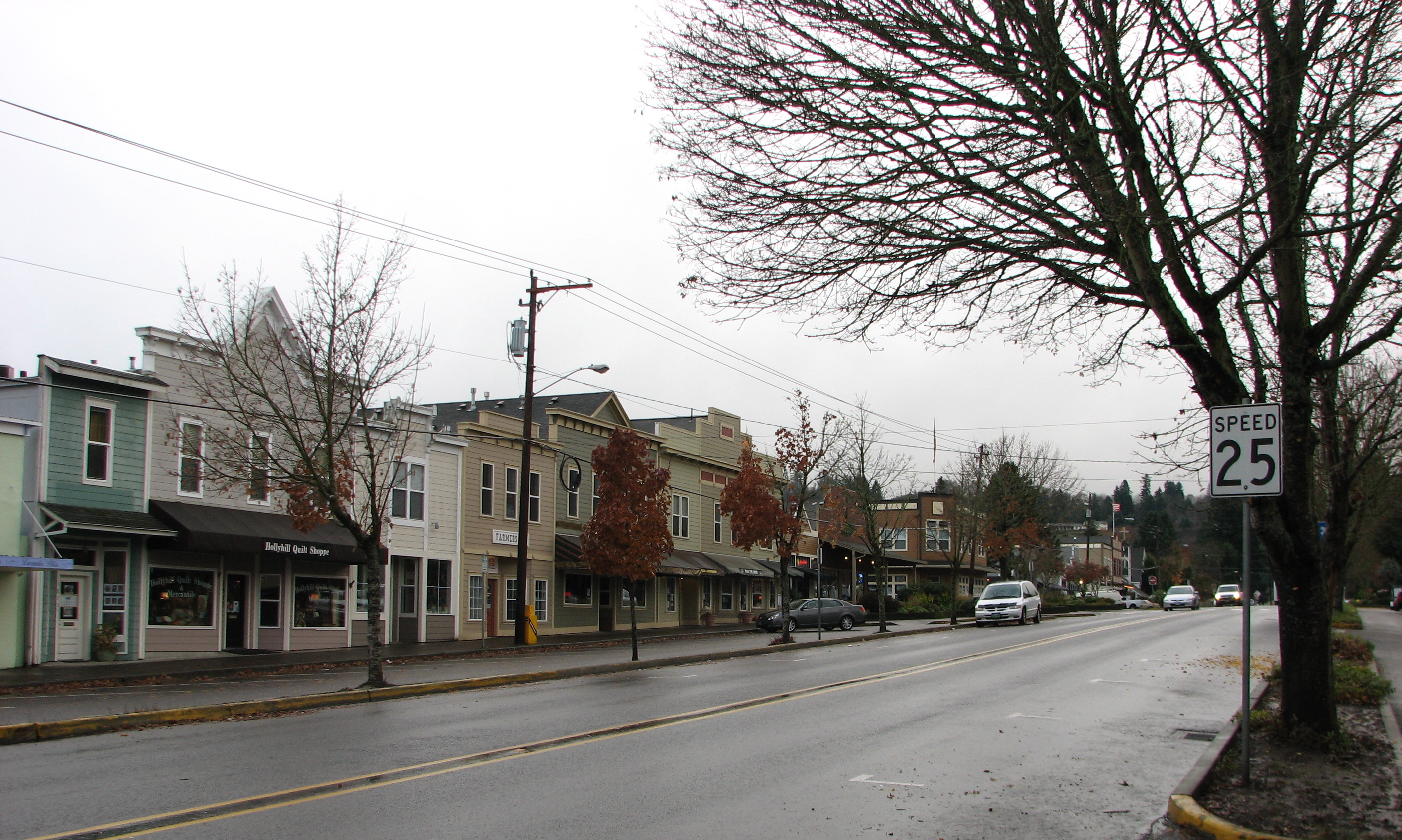
A történelmi kereskedőnegyed

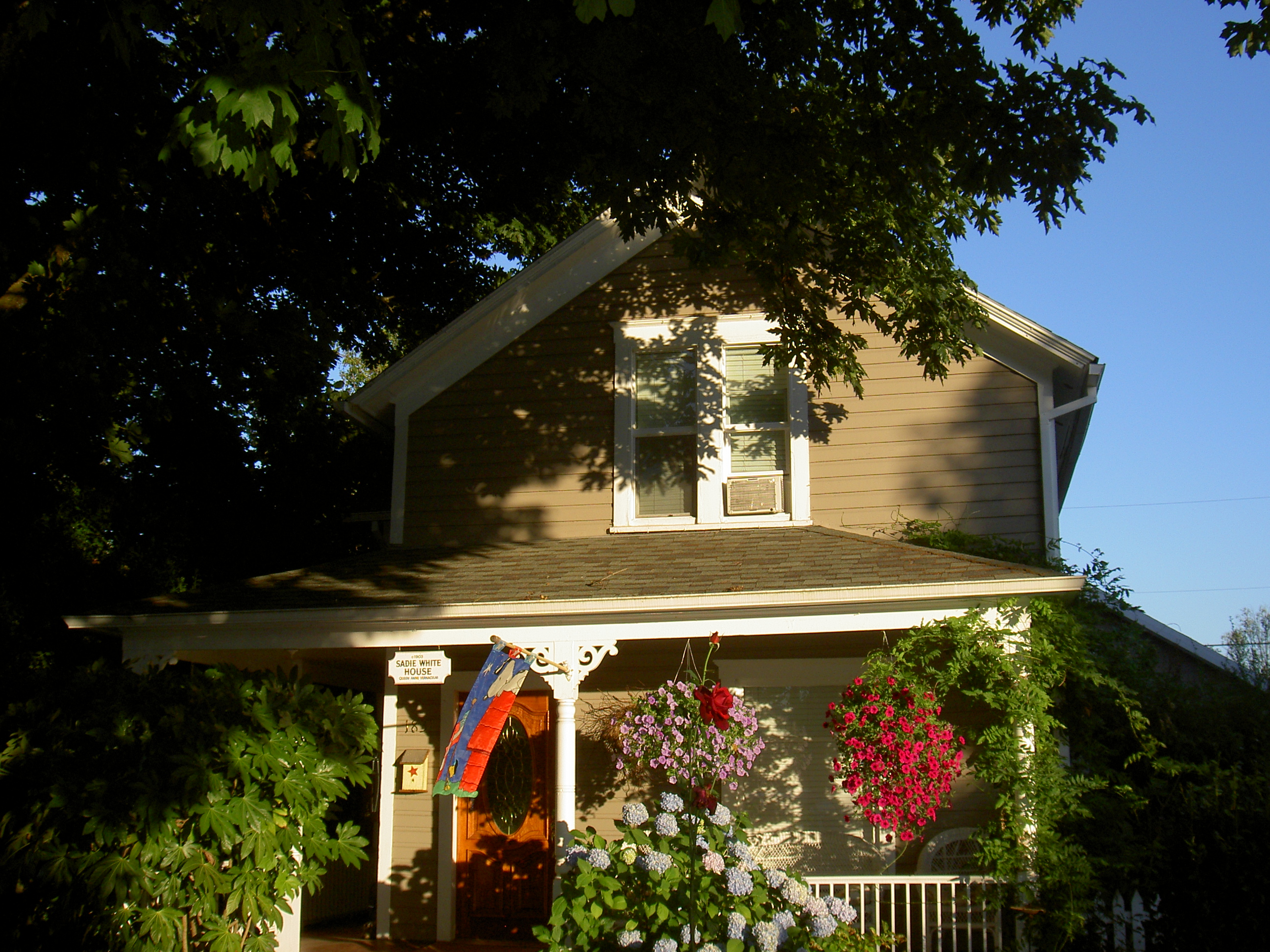
A Sadie White House, egy gótikus meditációs központ

West Linn az Amerikai Egyesült Államok északnyugati részén, Oregon állam Clackamas megyéjében, a Willamette- és Tualatin-folyók találkozásánál helyezkedik el. A 2010. évi népszámláláskor 31 859 lakosa volt. A város területe 24,06 km², melyből 23,44 km² vízi.
A helység magában foglalja az egykori Willamette, Bolton, Multnomah City, Sunset City és West Oregon City településeket.
A telepesek megérkezése előtt a közösség mai területe a grande ronde-indiánok őseinek lakhelye volt. Az első telepesek az 1840-es években tűntek fel, az alapító Robert Moore ekkortájt vásárolt meg 405 hektárnyi földterületet a „wallamut” (willamette) indiánoktól.

## Történet

### 19. század
Az 1839-ben, a környék jogállását tisztázni kívánó champoegi találkozók előtt ideérkező Robert Moore polgármester az Oregonban államot alapítani akaró Peoriai Párt rangidős tagja volt. A Willamette-völgy és a Columbia-medence beutazása után Moore egy indián törzsfőnöktől 400 hektáros telket vásárolt a Willamette-vízesés nyugati oldalán, a Willamette-folyó mentén, Oregon Cityvel szemközt, ahol 1843 elején megalapította Robin’s Nest települést, melyhez kapcsolódóan kérvényt nyújtott be a kormányzathoz. A törvényhozás 1845. december 22-én Lewis F. Linn szenátor, Linn megye névadójának tiszteletére Linn Cityre keresztelte a települést. A szenátor és a Moore család Missouriban szomszédok és barátok voltak.
A helység és a szemközti Oregon City politikai és kereskedelmi riválisok voltak, de természetes és mesterséges okok miatt Linn City növekedése visszaesett. 1861-ben egy nagyobb tűz és a december és 1862 januárja közötti áradás miatt a népességnövekedés megállt, sok túlélő pedig a nyugati part más vidékeire költözött.

### 20. század
West Linn 1913-ban kapott városi rangot; a szemközi Willamette, ahol ez már öt évvel korábban megtörtént, 1916-ban beolvadt a településbe. Az új város területe West Oregon City, Bolton, Sunset és Willamette Heights közösségeket foglalja magában. A várossá alakulásra azért volt szükség, hogy a lakók az Oregon Citybe való olvadás nélkül dönthessenek a helyi közszolgáltatásokról. Az elnevezésről szóló vitán az alapítók a Moore által alapított település neve mellett döntöttek. A lakosság folyamatosan növekedik; az 1910-es 1628 főről 40 év alatt duplázódott meg a szám (2923), viszont utána 10 év alatt 1970-re hétezer fő fölé növekedett.

### 21. század
A települést 2011-ben a CNN Money magazinja az életminőség szerint rangsoroló „Best Places to Live” listája 69. számában az első helyre sorolta, amit a „Cascade-hegységre nyíló lélegzetelállító kilátással és a relatíve alacsony adókkal” indokoltak. A várost a Central Village kerületről készült fotóval illusztrálták, valamint a Music in the Park koncertsorozatról, az egykori Willamette településről, a termelői piacról és az utcai táncokról is említést tettek. A 2011-es listán két oregoni város szerepel, a másik a 100. helyre sorolt Sherwood, valamint West Linn már a 2009-es rangsorban is szerepelt. A fent említett kilátás és az alacsony adók miatt a városban főleg a magasabban fekvő területek népszerűek, számos oregoni költözött ide. West Linn lakosságának nagy része a 25 km-re lévő Portlandben dolgozik; a hétvégéken főleg a vízközeli pihenésé a főszerep (a város két folyó találkozásánál fekszik). A helyi parkok nyaranta a koncertek mellett piknikezésre is lehetőséget adnak, valamint az egykori Willamette területén termelői piacot és utcai táncokat is rendeznek.
A települést erdőgazdálkodásáért 2016-ban az Arbor City Foundation a Tree City USA-díjjal jutalmazta; a város a kitüntetést az azt adományozó alapítvány már számos alkalommal megkapta. John Rosenow, az alapítvány alapítója és elnöke a következőket mondta az átadásról: „Mindannyiunk előnyére szolgál, ha a West Linnhez hasonló közösségek fákat ültetnek és gondozzák azokat; a fák nemzetünk leggyönyörűbb erőforrásai. – A fák otthonainkat árnyékolják, és lakóközösségeinket gyönyörködtetik; továbbá számos környezeti, gazdasági és társadalmi előnyük is van. Köszönjük West Linn megválasztott képviselőinek, önkénteseinek és polgárainak, hogy létfontosságú gondoskodást nyújtanak a városi erdőknek.”

## Földrajz és éghajlat

### Földrajz
A West Linn középső területén lévő Camassia Természetvédelmi Területet megőrzési projektjei részeként a The Nature Conservacy szervezet vigyázza; a 11 hektáros terület a jégkorszak végi áradások által kialakított sziklás fennsíkon fekszik; nevét a tavasszal itt virágzó „camassiáról” (prérigyertya) kapta. A körzetben több mint 300 faj található, például a világban mindössze féltucat helyen megtalálható sarkantyúfű. A szervezet tagjai az invazív duglászfenyő irtásával próbálják az őshonos fehér tölgyet, a kaliforniai szamócafát és az amerikai rezgő nyárt elszaporítani.
A 43-as út és a Willamette-folyó között elhelyezkedő Mary S. Young Állami Pihenőövezet területén kutyafuttató, focipályák és 8–13 km-nyi túraösvény található.
A jégkorszaki áradások West Linn területén mosták partra a Willamette-meteort.

### Éghajlat
| Hónap                         | Jan.  | Feb.  | Már. | Ápr. | Máj. | Jún. | Júl. | Aug. | Szep. | Okt. | Nov.  | Dec.  | Év    |
| ----------------------------- | ----- | ----- | ---- | ---- | ---- | ---- | ---- | ---- | ----- | ---- | ----- | ----- | ----- |
| Rekord max. hőmérséklet (°C)  | 18,9  | 23,9  | 27,2 | 33,3 | 40,0 | 39,4 | 42,2 | 41,7 | 40,6  | 35,6 | 23,9  | 20,0  | 42,2  |
| Átlagos max. hőmérséklet (°C) | 9,4   | 11,7  | 14,4 | 17,8 | 21,1 | 24,4 | 28,3 | 28,9 | 25,6  | 18,3 | 11,7  | 8,3   | 18,4  |
| Átlaghőmérséklet (°C)         | 6,1   | 7,2   | 9,4  | 12,0 | 15,0 | 18,1 | 20,8 | 21,1 | 18,4  | 13,1 | 8,1   | 5,0   | 12,9  |
| Átlagos min. hőmérséklet (°C) | 2,8   | 2,8   | 4,4  | 6,1  | 8,9  | 11,7 | 13,3 | 13,3 | 11,1  | 7,8  | 4,4   | 1,7   | 7,4   |
| Rekord min. hőmérséklet (°C)  | −18,9 | −14,4 | −5,6 | −2,2 | −0,6 | 2,8  | 5,0  | 5,0  | 0,6   | −4,4 | −12,8 | −14,4 | −18,9 |
| Átl. csapadékmennyiség (mm)   | 172   | 121   | 119  | 88   | 62   | 44   | 17   | 18   | 41    | 92   | 167   | 186   | 1127  |
| Forrás: The Weather Channel   |       |       |      |      |      |      |      |      |       |      |       |       |       |

## Népesség

### 2010
A 2010-es népszámláláskor a városnak 25 109 lakója, 9523 háztartása és 7081 családja volt. A népsűrűség 1311,9 fő/km2. A lakóegységek száma 10 035, sűrűségük 524,3 db/km2. A lakosok 90,7%-a fehér, 0,7%-a afroamerikai, 0,3%-a indián, 4%-a ázsiai, 0,1%-a a Csendes-óceáni szigetekről származik, 1%-a egyéb, 3,1%-a pedig kettő vagy több etnikumú. A spanyol vagy latino származásúak aránya 4% (2,5% mexikói, 0,3% Puerto Ricó-i, 0,1% kubai, 1,1% egyéb spanyol vagy latino származású.)
A háztartások 37,8%-ában élt 18 évnél fiatalabb. 61,8% házas, 9% egyedülálló nő, 3,6% egyedülálló férfi, 25,6% pedig nem család. 20,6% egyedül élt; 6,3%-uk 65 éves vagy idősebb. Egy háztartásban átlagosan 2,62 személy élt; a családok átlagmérete 3,04 fő.
A medián életkor 41,5 év volt. A város lakóinak 26,3%-a 18 évesnél fiatalabb, 5,9% 18 és 24 év közötti, 23,3%-uk 25 és 44 év közötti, 33,4%-uk 45 és 64 év közötti, 11,1%-uk pedig 65 éves vagy idősebb. A lakosok 48,7%-a férfi, 51,3%-a pedig nő.

### 2000
A 2000-es népszámláláskor  a városnak 22 261 lakója, 8161 háztartása és 6273 családja volt. A népsűrűség 1163,1 fő/km2. A lakóegységek száma 8697, sűrűségük 454,4 db/km2. A lakosok 93,3%-a fehér, 0,5%-a afroamerikai, 0,4%-a indián, 2,9%-a ázsiai, 0,1%-a a Csendes-óceáni szigetekről származik, 0,7%-a egyéb-, 2,1%-a pedig kettő vagy több etnikumú. A spanyol vagy latino származásúak aránya 2,9% (1,8% mexikói, 0,1% Puerto Ricó-i, 0,1% kubai, 0,9% pedig egyéb spanyol/latino származású.)
A háztartások 41,5%-ában élt 18 évnél fiatalabb. 65,5% házas, 8,4% egyedülálló nő; 23,1% pedig nem család. 18% egyedül élt; 4,9%-uk 65 éves vagy idősebb. Egy háztartásban átlagosan 2,72 személy élt; a családok átlagmérete 3,11 fő.
A város lakóinak 29%-a 18 évesnél fiatalabb, 3,9% 18 és 24 év közötti, 28,7%-uk 25 és 44 év közötti, 28,5%-uk 45 és 64 év közötti, 7,8%-uk pedig 65 éves vagy idősebb. A medián életkor 38,1 év volt. Minden 100 nőre 98,8 férfi jut; a 18 évnél idősebb nőknél ez az arány 94,3.
A háztartások medián bevétele 72 010 amerikai dollár, ez az érték családoknál $83 252. A férfiak medián keresete $61 458, míg a nőké $38 733. A város egy főre jutó bevétele (PCI) $34 671. A családok 2,9%-a, a teljes népesség 3,9%-a élt létminimum alatt; a 18 év alattiaknál ez a szám 3,6%, a 65 évnél idősebbeknél pedig 4,2%.

## Oktatás
A város diákjai a West Linn–Wilsonville-i Iskolakerület intézményeiben tanulnak, ezek az alábbiak:
- Általános iskolák: Boeckmann Creek-, Bolton-, Boones Ferry-, Cedaroak Park-, Lowrie-, Stafford-, Sunset-, Trillium Creek- és Willamette Primary School
- Középiskolák: Athey Creek-, Meridian Creek-, Rosemont Ridge- és Wood Middle School
- Gimnáziumok: Arts & Technology-, West Linn- és Wilsonville High School
- Környezetvédelmi oktatóközpont: Center for Research in Environmental Sciences and Technologies

A településen található még az Applied Scholastics alapítvány által üzemeltetett Columbia Academy.
A helyi közkönyvtár csatlakozott a Clackamas megyei Könyvtár-információs Hálózathoz.

## Média
A város lapja a csütörtökönként megjelenő West Linn Tidings.

## Híres személyek
- Brandon Roy – a Portland Trail Blazers korábbi kosárlabda-játékosa[26]
- Michael Harper – a Portland Trail Blazers korábbi kosárlabda-játékosa[27]
- Cade McNown – labdarúgó[28]
- Chael Sonnen – harcművész[29]
- Cole Gillespie – baseball-játékos[30]
- Darlene Hooley – kongresszusi tag[31]
- Gert Boyle – a Columbia Sportswear elnöke; 1987-től él a településen[32]
- Mitch Williams – kosárlabda-játékos[33]
- Monty Williams – korábbi NBA-játékos, a Portland Trail Blazers és New Orleans Hornets csapatok vezetőedzője[34]
- Nate McMillan – a Portland Trail Blazers korábbi vezetőedzője[35]
- Robert Moore – a város alapítója[36]
- Steve Blake – a Detroit Pistons kosárlabda-játékosa[37]

## Fordítás
Ez a szócikk részben vagy egészben  a   West Linn, Oregon című angol Wikipédia-szócikk ezen változatának fordításán alapul.  Az eredeti cikk szerkesztőit annak laptörténete sorolja fel. Ez a jelzés csupán a megfogalmazás eredetét és a szerzői jogokat jelzi, nem szolgál a cikkben szereplő információk forrásmegjelöléseként.